# Mérinas
Pour les articles homonymes, voir Merina.
Les Mérinas (Merina) forment un peuple occupant la partie nord des hautes terres centrales de Madagascar, gravitant autour de la région d'Antananarivo. La langue de l'Imerina est la langue officielle malgache, une langue austronésienne faisant partie de la branche malayo-polynésienne. 
Merina désigne également un royaume des hautes terres centrales à l'époque féodale malgache et dont les capitales sont successivement : Ambohidrabiby aux XVIe siècle et XVIIe siècle (sous Ralambo), Antananarivo au XVIIe siècle (d'Andrianjaka jusqu'à Andriamasinavalona), Ambohimanga au XVIIIe siècle sous Andrianampoinimerina, et enfin Antananarivo aux XVIIIe et XIXe siècles d'Andrianampoinimerina à Ranavalona III (capitale de Madagascar).
L'actuel pays d'Imerina Ymerine en français) est traditionnellement divisé en six grandes régions : l'Avaradrano au centre et au nord-est d'Antananarivo la capitale ; le Vakinisisaony à l'Est d'Antananarivo, jusqu'aux falaises de la Mandraka descendant vers les régions côtières ; le Marovatana au Nord-Ouest-Ouest d'Antananarivo ; le Vonizongo au Nord-Nord-Ouest d'Antananarivo, continuant au Bongolava jusqu'au Plateau de Tamponketsa ; l'Imamo à l'Ouest, depuis Arivonimamo, en passant par l'Itasy, jusqu'à la frontière de la tribu Sakalava ; et le Vakinankaratra ou Imerinatsimo, au Sud jusqu'au Nord du Fleuve Mania. 

## Ethnonymie

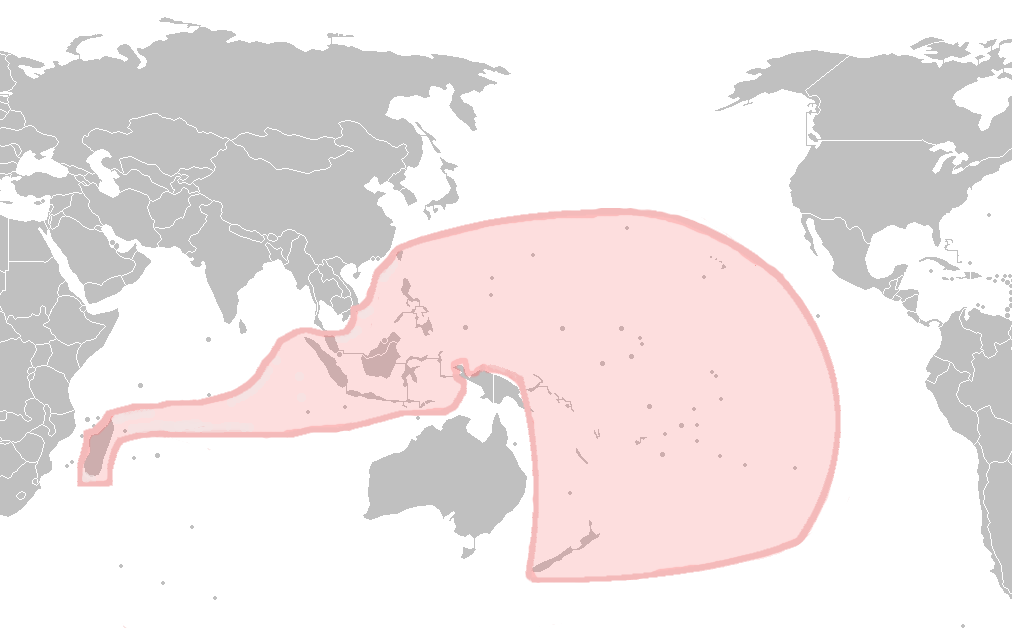
Carte de l'expansion des Austronésiens.

Selon les sources, on observe plusieurs variantes : Antimerina, Hova, Imerina, Merinas, Ovah, Tsimahafotsy, Tsimiamboholahy.
Le nom du royaume merina fut formé à Ambohidrabiby par le roi Ralambo; ce mot pourrait venir de la racine pemerin qui signifie « gouvernement » ou « royaume » en vieux malais. On le retrouve dans le vieux malgache mpimerina = « gouverneur » et encore dans le malais et l'indonésien actuel : pemerin = gouvernance et  pemerintan = dirigeants.
Cependant, cette origine du mot Merina est encore contestée par certains historiens malgaches, qui pensent y trouver d'autres origines. Ainsi, il existe plusieurs avis différents sur la vraie origine de ce mot. Ainsi, d'après les recherches théologiques du Pasteur Tolotra Ratefy, les mots « Imerina » (nom du royaume dans les Hautes Terres Centrales de Madagascar) et Merina (nom des originaires de ce royaume) sont de mots hébreux dont les racines hébraïques sont « Immer+na » et qui désigne une partie des 1052 descendants d'un juif de Babylone, de la famille d'Aaron le Grand Sacrificateur, appelé Immer (Livre d'Ezra 2:37) qui ont voyagé sur des bateaux appelés Boutry et qui sont restés à Madagascar. D'autres thèses analogues renvoient le mot "Merina" à la Samarie, une ville antique du moyen orient (Samerina).

## Histoire

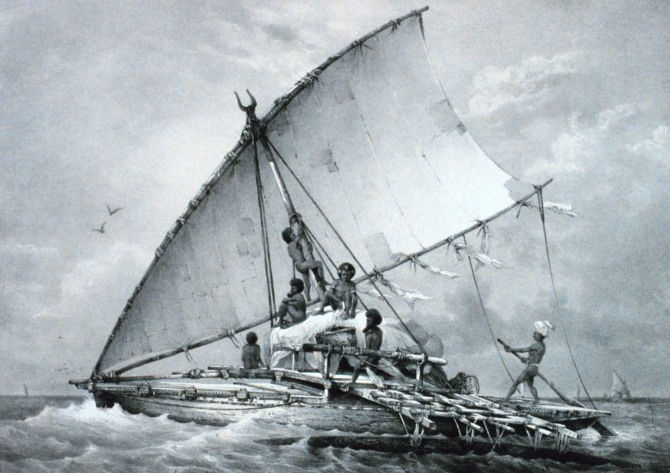
Pirogue à balancier austronésienne qui a donné au malgache le mot vahoaka -le « peuple », du proto-austronésien *va-waka - « ceux des canoës », « peuple de la mer » : les premiers Vahoaka Ntaolo (Vazimba et Vezo) austronésiens ont probablement utilisé de semblables embarcations pour parvenir jusqu'à Madagascar en partant des îles de la Sonde.

### Proto-histoire et peuplement (2000 ans av. J.-C.–500)
Les populations avant l'ère chrétienne étaient d'une part attachées aux religions traditionnelles établies à travers toutes les ethnies et régions, d'autre part agnostiques.  Le protestantisme et l'islam ayant été introduits dans l'île par les ethnies malayo-polynésiennes et sud-est asiatiques, ces cultes se sont propagés bien évidemment après Jésus-Christ. D'une part, d'après les recherches scientifiques de chercheurs du CNRS-France, Madagascar était déjà peuplé il y a plus de 2 000 ans avant l'ère chrétienne. D'autre part, des vagues de migrations juives étaient établis dans l’Île d'Abraham (Île Sainte-Marie), à Nosy Mangabe, puis à Maroantsetra, au Nord-Est de Madagascar plusieurs siècles avant l'ère chrétienne. D'après les recherches du Pasteur Tolotra Ratefy et du Rev. Dr. Ndriana Rabarioelina, la majorité des Malgaches qui pratiquent la circoncision ont des origines juives. La circoncision de l'enfant devant se faire le 6ème jour de vie de l'enfant. Ces populations présentes sur l'île de Sainte Marie ont conservé leurs traditions après avoir été exilés à la suite d’une tentative de conversion au judaïsme sur l'île.  Cependant les enfants chrétiens, protestants et musulmans sur l'île de Madagascar se font baptiser durant leur enfance après avoir commencé à marcher. 

### Vahoaka Ntaolo Vazimba(500 av. J.C.–1600)

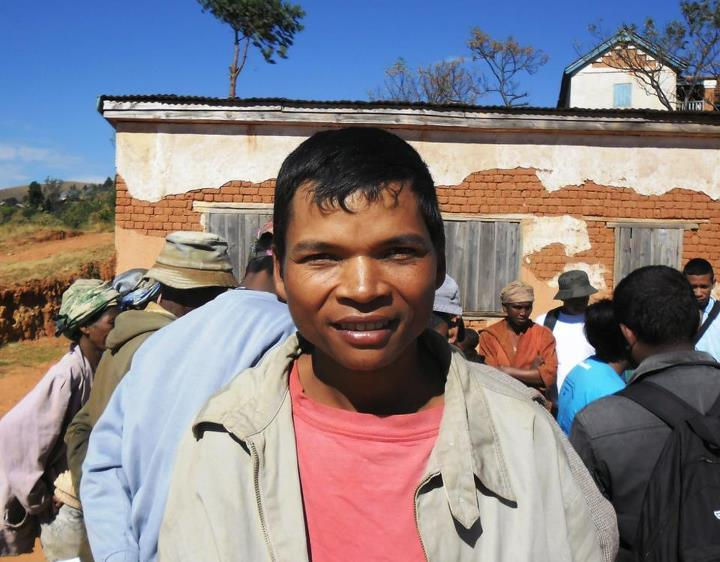
Homme Merina de la région de l'Ankaratra en Imerina.

Les nombreuses recherches pluridisciplinaires récentes[Quand ?] - archéologiques, génétiques, linguistiques et historiques - confirment toutes que l'ensemble du peuple malgache est primordialement originaire de l'archipel indonésien. Arrivés probablement sur la côte Ouest de Madagascar en canoë à balancier (waka) au début de notre ère (autour de l'an zéro) - voire 350 ans avant selon les archéologues et peut-être encore plus tôt selon certaines hypothèses des généticiens -, ces pionniers navigateurs austronésiens sont connus de la tradition orale malgache sous le nom des Ntaolo (de *tau - *ulu - « les hommes premiers », « les anciens », de *tau-« hommes » et *ulu- « tête », « premier », « origine », « début » dans les langues proto-malayo-polynésien (MP)). Il est également probable que ces anciens se nommaient eux-mêmes les Vahoaka (de *va-*waka -« peuple/ceux des canoës » ou « peuple de la mer », de |*waka-« canoë (à balancier) » dans les langues proto-malayo-polynésiennes), terme signifiant simplement aujourd'hui[Quand ?] le « peuple » en malgache.
Ce « peuple d'origine » (litt. Vahoaka Ntaolo) austronésienne appelé les « protomalgaches » (du grec protos - « premier ») est à l'origine de la langue malgache commune à toute l'île : une langue  issue du proto-austronésien, appartenant à la branche proto-malayo-polynésienne et à la sous-branche proto-Sud-Est Barito (proto-SEB) qui partage ces mêmes bases anciennes communes avec les langues dayak actuelles du groupe barito de Bornéo Sud telles que le ma'anyan, dusun deyah, dusun malang, dusun witu et paku actuels. Elle est également à l'origine de tout le fonds culturel malgache commun à tous les autronésiens, des îles du Pacifique à l'Indonésie, en passant par la Nouvelle-Zélande, Hawaï et les Philippines : coutumes anciennes (comme celle d'ensevelir les défunts dans une pirogue au fond de la mer chez les anciens Vezo de la côte Ouest ou au fond d'un lac chez les anciens Vazimba), agriculture ancienne (la culture du taro-saonjo, de la banane-akondro, de la noix de coco-voanio et de la canne à sucre-fary qui est originaire de l'île de Nouvelle-Guinée), l'architecture traditionnelle (maison végétale-levu à base carrée sur piloti), la musique (les instruments comme la conque marine antsiva, le tambour de cérémonie hazolahy, le xylophone atranatra(na) (xanat aux Philippines), la flûte sodina ou encore la valiha) et la danse (notamment la « danse des oiseaux » que l'on retrouve à la fois au centre et dans le Sud).

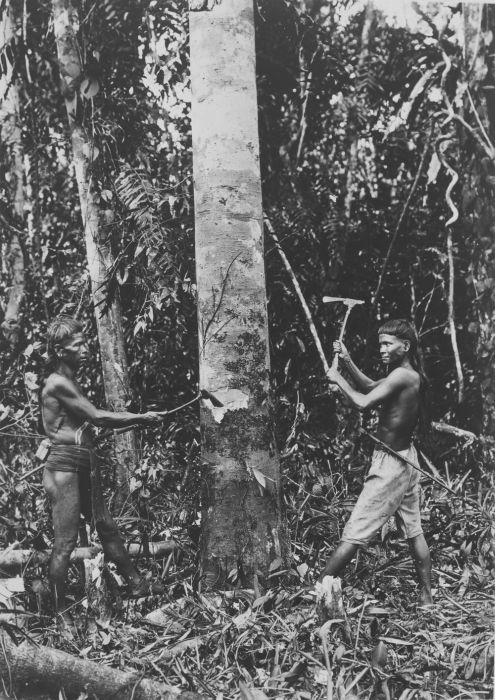
Vaγimba - « ceux de la forêt » en proto-Barito du Sud-Est (ancienne langue austronésienne dont la branche moderne dite « barito orientale » regroupe le malgache et des langues parlées par des peuples Dayaks du bord du fleuve Barito à Bornéo (Kalimantan du Sud) : ma'anyan, dusun deyah, dusun malang, dusun witu et paku).

Lors du tout début du peuplement appelée « période paléomalgache », les Vahoaka Ntaolo se subdivisèrent, selon leurs choix de subsistance en deux grands groupes : les Vazimbas (de *ba/va-yimba-« ceux de la forêt », de *yimba-« forêt » en proto Sud-Est Barito, désormais barimba ou orang rimba en malais) qui s'installèrent — comme leur nom l'indique — dans les forêts de l'intérieur et les Vezo (de *ba/va/be/ve-jau, « ceux de la côte » en proto-malayo-javanais, aujourd'hui veju en bugis et bejau en malais, bajo en javanais) qui restèrent sur la côte Ouest.
Le qualificatif Vazimba désignait donc à l'origine les Vahoaka Ntaolo chasseurs et/ou cueilleurs qui décidèrent de s'établir « dans la forêt », notamment dans les forêts des hauts plateaux centraux de la grande île et celles de la côte Est et Sud-Est, tandis que les Vezo étaient les Ntaolo pêcheurs qui restèrent sur les côtes de l'Ouest et du Sud (probablement les côtes du premier débarquement).
Le dialecte merina garde la trace d'un riche fonds de vocabulaire maritime d'origine austronésienne encore usité dans la vie courante, en voici quelques exemples : 
- toponymie : le nom de nombreux villages merina commence par Anosi (de *nusi/*'nusa « île » en proto-austronésien) : Anosiavaratra -« L'île-du-Nord », Anosiarivo -« L'île-des-milles », Anosivolakely - « La-petite-île-dorée », etc.,
- hydrologie : « canal », par exemple, se dit lakan-drano-« canoë d'eau »,
- art culinaire : la viande accompagnant le riz se dit hena ou laoka qui viennent respectivement de kena et lauku - « poisson » en proto-austronésien.

Malgré l'héritage vivant de la langue, les traditions orales historiques merina perdent le souvenir du voyage et du débarquement de leurs ancêtres austronésiens sur les régions côtières au premier millénaire. Les premiers souverains qu'ils se remémorent sont ceux des chefs de clan vazimba de l'intérieur des terres ayant au plus tôt régné  vers le XIIe ou le XIIIe siècle au vu des généalogies citées.

### Immigrations néo-austronésiennes et clans «néo-Vazimba» (ca 700–1500)

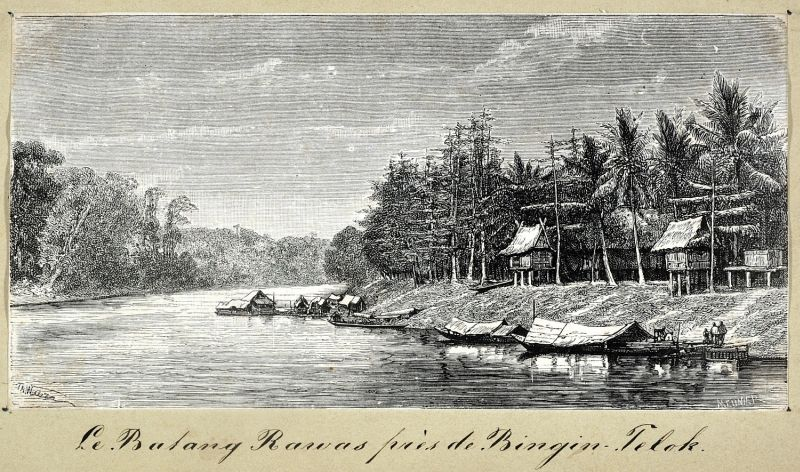
Village austronesien avec levu sur piloti (*levu-« maisons » en proto-austronésien qui a donné en malgache an-devu -« à la maison »).

Dès le milieu du premier millénaire (ca. 700) jusqu'à 1600 environ, les Vazimba de l'intérieur (autant que les Vezo des côtes) accueillirent de nouveaux immigrants, commerçants et aventuriers : moyen-orientaux (Perses Shirazi, Arabes Omanites, Juifs arabisés) accompagnés d'esclaves africains (Bantus), orientaux (Indiens Gujarati, Malais, Javanais, Bugis et Orang Laut) voire européens (Portugais) qui s'intégrèrent et s'acculturèrent à la société Vazimba (souvent par alliance matrimoniale).
Bien que minoritaires en nombre, les apports culturels, politiques et technologiques de ces nouveaux arrivants à l'ancien monde des vahoaka vazimba ,  modifièrent lentement mais substantiellement leur mode de vie et la structure de leur société : ils seront à l'origine des grands bouleversements du XVIe qui conduiront à l'époque féodale malgache. Cependant, la grande majorité des anciens traits culturels de la civilisation austronésienne vahoaka vazimba demeurent intacts au sein de ces nouveaux royaumes : la langue commune, les coutumes, les traditions, le sacré, l'économie, l'art des anciens demeurèrent préservés dans leur grande majorité (et ce jusqu'à aujourd'hui) avec des nuances et des variétés de formes selon les régions.
Le brassage avec les pasteurs-agriculteurs Bantus est-africains du Moyen Âge, par exemple, explique les nombreux superstrats bantus swahili dans la langue proto-austronésienne des Vazimbas, notamment le vocabulaire domestique et agraire (exemples : le bœuf « omby » du swahili ngumbe, l'oignon « tongolo » du swahili kitunguu, la marmite malgache « nongo » vient de nungu en swahili)
Les clans néo-austronésiens (Malais, Javanais, Bugis et Orang Laut), historiquement et globalement -sans distinction de leur île d'origine- dénommés les Hova (de uwa - « homme du peuple », « roturier » en vieux bugis), ont, selon les traditions orales, débarqué au Nord et à l'Est de l'île. Selon l'observation des linguistes au sujet des emprunts aux vieux malais (sanscritisé), vieux javanais (sanscritisé) et vieux bugi du moyen âge dans le fonds de vocabulaire proto-austronésien (proto-SEB) originel, les premières vagues hova sont arrivées au VIIIe siècle au plus tôt.
Diplomates, officiers, savants, commerçants ou simples soldats, certains alliés aux marins Orang Laut ou Talaut (Antalaotra en malgache), ces hova étaient probablement issus des thalassocraties indonésiennes. Leurs chefs, connus sous le nom des diana ou andriana ou raondriana (de (ra)hadyan - « seigneur » en vieux javanais, aujourd'hui raden et qu'on retrouve également encore dans le titre de noblesse andi(an) chez les Bugis), se sont, pour la plupart, alliés aux clans vazimba :
- (1) au Centre où les alliances répétées des chefs (andriana) des hova (tels qu'Andrianerinerina et Andriantomara et leurs descendants) avec les chefs des clans vazimba (tels que Rafandrana et, plus tard, Rabiby et leurs descendants) durant la première moitié du second millénaire fut à l'origine du Royaume Merina (fondé à Ambohidrabiby par la dynastie de Ralambo) ainsi que du royaume Betsileo ;
- (2) au Nord Ouest dans la région de l'actuel Ankoala (du malais huala - « marais ») où les hova Orang Laut (Antalaotra en malgache) avaient probablement établis leur base pour les actions commerciales dans l'Océan Indien ;
- (3) sur la côte Est (Betsimisaraka) où les chefs hova étaient également appelés Filo be ;
- (4) au Sud-Est où les dynaties hova Zafiraminia et Zafikazimambo notamment qui fondèrent les royaumes Antaisaka, Antaimoro, Antambahoaka, etc. ;
- (5) à l'Ouest : la dynastie Maroserana(na) qui fonda le royaume Sakalava est elle-même issue des Zafiraminia de la côte Est.

Génétiquement, le patrimoine austronésien originel est plus ou moins bien réparti dans toute l'ile. Les chercheurs ont notamment remarqué la présence, partout, du « motif polynésien », un vieux marqueur caractéristique des populations austronésiennes datant d'avant les grandes immigrations vers les îles polynésiennes et mélanésiennes, (ca 500 av. J.-C au plus tard). Ceci supposerait un foyer de départ commun entre les ancêtres des polynésiens actuels (partis vers les îles Pacifiques à l'Est) et des vahoaka ntaolo (partis vers l'Ouest jusqu'à Madagascar) vers (ou avant) 500 av. J.-C.
Phénotypiquement, c'est parmi les populations des hautes terres (Merina, Betsileo, Bezanozano, Sihanaka), que le phénotype austronésien mongoloide sundadont est le plus prégnant. On remarque également parfois le phénotype austronésien australoïde et austronésien negrito partout à Madagascar (y compris sur les hauts plateaux). Contrairement au phénotype est-africain bantu, le phénotype austronésien « negrito » se caractérise notamment par sa petite taille.

### Période féodale (ca. 1600–1895)

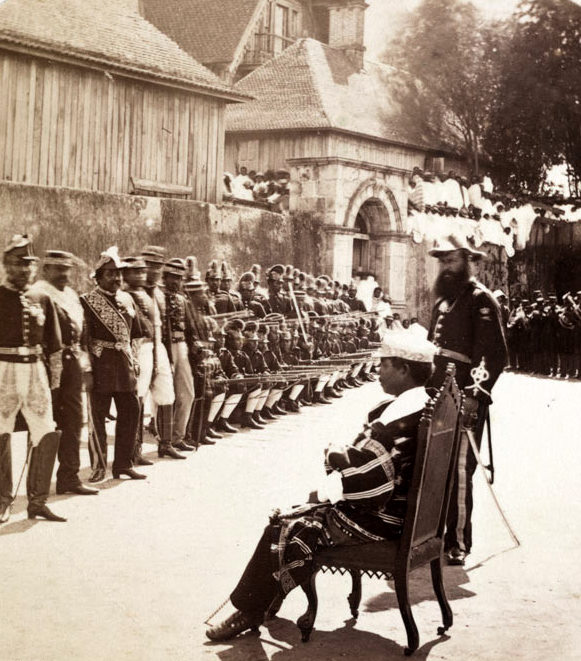
Armée Merina en 1883.

L'avènement de la période « merina » allant du XVIIe à 1895 - correspondant à la naissance de la féodalité à Madagascar - fait suite à l'époque « néo-vazimba » sans qu'il y ait vraiment discontinuité entre les deux périodes. L'unification du territoire « merina » commence au XVIe siècle avec le Chef de clan vazimba-hova Andriamanelo, héritier de sa mère, Rafohy. Son fils Ralambo (vers 1575-1600), par mariage avec la fille d'un chef de clan du Nord de la région hova d'origine orientale, Rabib (Rabiby), fonde le Royaume de Imerina Roa Toko avec deux régions. Puis, le Roi Andriamasinavalona (vers 1675-1710) crée le Royaume de Imerina Efa-Toko avec quatre régions. Celle-ci ne devient cependant définitive qu’avec le Roi Andrianampoinimerina (1778-1810). Enfin, le Roi Radama Ier (1810-1828), fils et successeur de ce dernier, ambitionna de fonder un « Royaume de Madagascar » uni (Fanjakan' i Madagasikara), sans qu'il y soit entièrement parvenu.

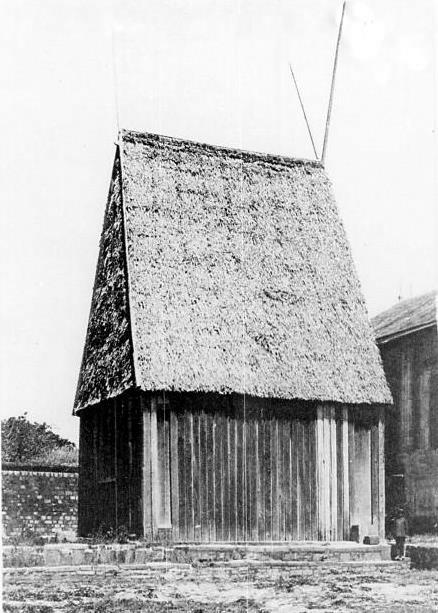
Besakana : la maison du roi Andrianampoinimerina dans le Rova d'Antananarivo Madagascar.

AU XIXe siècle, le pays merina s’ouvre aux influences européennes et étend son contrôle sur tout Madagascar. C’est ce royaume merina agrandi qui se voit ainsi reconnu comme « royaume de Madagascar » par les puissances européennes au XIXe siècle, jusqu’au moment de l’établissement du pouvoir colonial à partir de 1896. La société merina subit de profondes transformations, en se modernisant, au cours de la même période grâce notamment au développement de l’enseignement, introduit par les missionnaires protestants britanniques.  Des captifs d'origine africaine, appelés Masombika, sont introduits par les trafiquants arabo-musulmans ou swahilis sur l'île : ces introductions sont d'abord interdites, mais faisant l'objet de fraude, les Masombika sont émancipés par un édit royal à partir de 1874, pour mettre fin à ce trafic esclavagiste.
En 1869, avec la conversion de la Reine Ranavalona II (1868-1883), le christianisme devient la religion officielle du Royaume de Madagascar.

### Fin du royaume merina

#### Colonisation française (1895–1960)
En 1895, durant l'attaque des colonisateurs français, le Premier ministre roturier Rainilaiarivony s'oppose à la décision de la Reine Ranavalona III (1883-1896) de faire un repli stratégique sur la ville de Fianarantsoa au Sud et fait lever le drapeau blanc sans le consentement de celle-ci. Ce qui  provoque l'insurrection des Menalamba- « Toges rouges » qui prennent les armes pour lutter contre le régime colonial. Cette revendication est suivie après la première guerre mondiale par celle, plus pacifique, des « VVS » (Vy Vato Sakelika), puis par celle du parti politique M.D.R.M. (Mouvement démocratique pour la rénovation malagache), accusé par le régime colonial d'avoir été à l'origine de l'insurrection armée du 29 mars 1947. La terrible répression contre les membres du parti M.D.R.M. qui s'ensuivit affecta durablement le dynamisme politique anti-colonial.

#### «Indépendance» post-coloniale (depuis 1960)

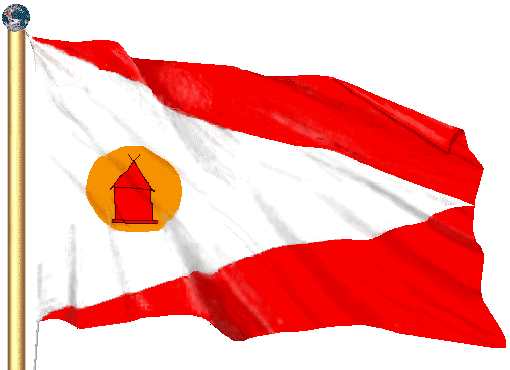
Drapeau du réveil national Merina.

La République malgache indépendante est établie le 26 juin 1960. L'île de Madagascar reste empêtré depuis une trentaine d'années dans une crise politique profonde et sa situation économique s'est gravement dégradée depuis l'indépendance. L'île se trouve parmi les quarante nations les plus pauvres du monde (IDH, PNUD, 2010).
Le 6 novembre 1995, le nécropole royale Merina ainsi que les palais situés dans l'Anatirova d'Antananarivo furent incendiés. Jusqu'à ce jour[Quand ?], aucun coupable ainsi que leur commanditaires ne furent dénoncés et l'affaire est vite classé par l’État malgache. Cet incendie criminel marque d'un côté le glas de la nation Merina en tant que peuple aborigène de Madagascar, mais de l'autre aussi, a suscité un sentiment de réveil national au sein de l'intelligentsia Merina.

## Civilisation

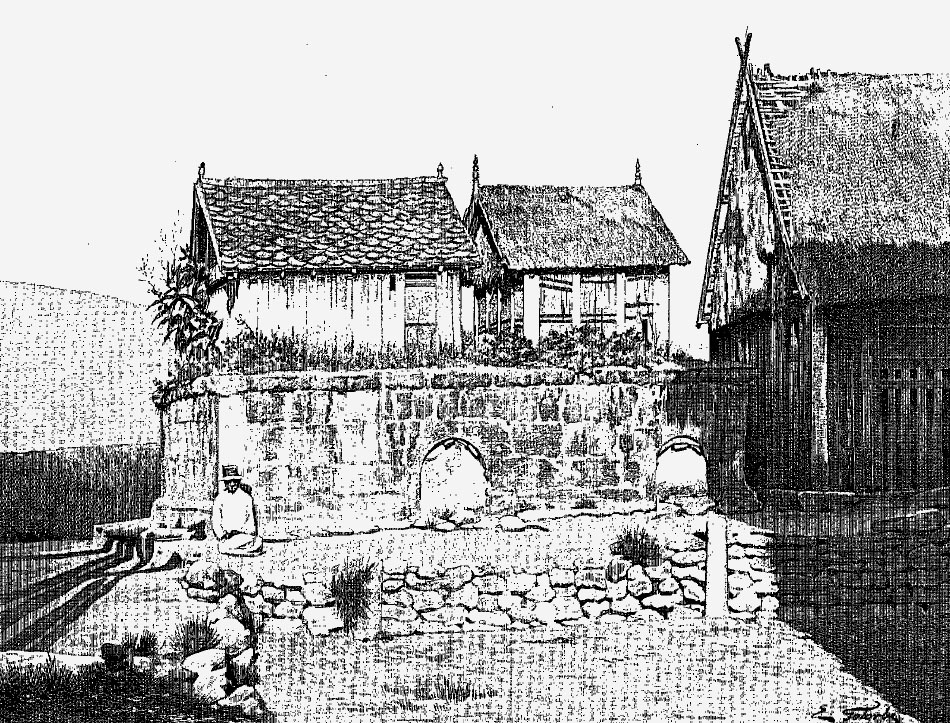
Tombeaux antimerina à Ambatomena (gravure de 1894).

La civilisation merina, comme toutes celles de Madagascar, est essentiellement d'origine austronésienne. Ses fondements culturels sont intimement liés à ceux du peuple Ntaolo Vazimba. Les apports culturels d'autres origines, en l'occurrence ceux issus du continent indien, africain et européen sont également constatables dans de nombreux aspects culturels. Cependant, dans le cas merina, l'influence orientale (Sud-Est asiatique surtout) est particulièrement prononcée.

### Langue
La langue merina est une branche d'un grand arbre : la langue malgache. Commune aux habitants de toute l'île, le malgache est une langue austronésienne du groupe barito de la branche malayo-polynésienne. Elle est emmenée par les premiers Ntaolo. Au fur et à mesure que les différents clans Ntaolo se dispersent dans tout Madagascar, les variations de la langue originelle ont conduit aux différents dialectes parlés aujourd'hui[Quand ?]. Le dialecte merina est aujourd'hui[Quand ?] à la base du « malgache officiel » et, en tant que dialecte administratif, il est parlé par environ 10 millions de locuteurs, essentiellement urbains. Cependant, un merina passant un peu de temps dans une autre région de Madagascar n'aura pas de peine à parler le dialecte local et vice-versa, la grammaire et le vocabulaire de base étant communs, à des variations dialectales et phoniques près.

### Économie
L'économie traditionnelle est dominée par la culture du riz. Les villages étaient souvent bâtis en hauteur et équipés de solides fortifications, constituées de fosses défensives de plusieurs rangées (hadivory) et des murailles (tamboho) pouvant atteindre plusieurs mètres de hauteur, fermées par d’énormes disques de pierre. Pour perpétuer les traditions ancestrales éventuellement sud-orientales, les habitations des nobles étaient en bois tandis que celles des gens du commun étaient en terre battue.

### Structure de la société à l'époque féodale
La structure sociale connaissait une forte hiérarchisation, allant du roi (mpanjaka) au sommet jusqu’aux « esclaves » (andevo, litt. « personnel de maison ») au bas de l'échelle sociale, en passant par les différentes catégories de nobles (andriana) et les gens du commun (hova). Les mariages étaient en principe endogamiques, les unions devant s’effectuer uniquement à l’intérieur de chaque grande caste : les Andriana avec les Andriana, en suivant certaines règles précises, les Hova entre eux et les Mainti-enindreny avec d’autres mainty. Les andevos, initialement toutes personnes avilies à ce statut après délits où créances impayées - et ce peu importe leur origine -, se mariaient également entre eux. Les villages étaient gérés de manière démocratique et jouissaient d'une large autonomie dans le cadre de l’institution du fokonolona, une sorte de commune se reposant sur une base clanique.
Le noyau traditionnel du peuple merina (initialement, les Merina-Ambaniandro) était constitué par les deux grandes classes sociales dites « Andriana » (nobles) et  « Hova » (roturiers), établies par le Roi Ralambo au XVIe siècle. Les Andriana sont des rassembleurs et des bâtisseurs de royaume, comme le Roi Ralambo (vers 1757-1600) qui a créé le Royaume de l' Imerina Roa Toko, en rassemblant deux régions : Avaradrano et Vakinisisaony. Puis, le Roi Andriamasinavalona (1675-170) créa le Royaume de l'Imerina Efa-Toko en rassemblant quatre régions: Avaradrano, Vakinisisaony, Marovatana, et Vonizongo. Ensuite, le Roi Andrianampoinimerina (1778-1810) a créé le Royaume Eni-Toko en rassemblant six régions: Avaradrano, Vakinisisaony, Marovatana, Vonizongo, Imamo et Imerinatsimo ou Vakinankaratra. Puis, le Roi Radama 1er rassembla tous les royaumes de la Grande Ile et  créa le Royaume de Madagascar ou Fanjakan' i Madagasikara.

### Religion ancienne

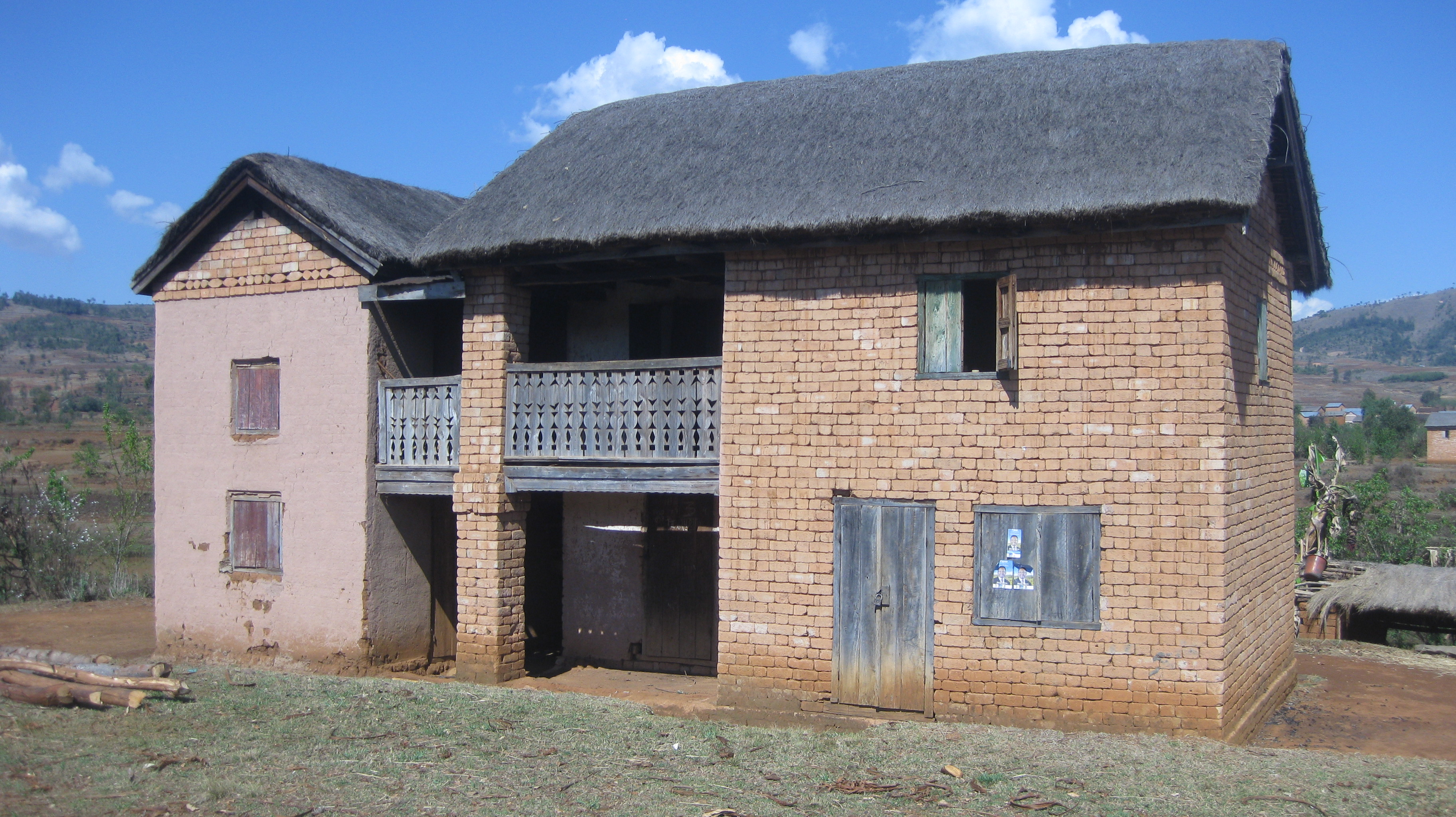
Maison Merina typique à étage sur la route Tananarive-Antsirabe

La religion traditionnelle vazimba et merina (comme pour la majorité des malgaches) était monothéiste avec à son sommet le Créateur appelé Zanahary (dès l'époque vazimba et néo-vazimba) ou (plus tard, à partir de l'arrivée des hova néo-austronésiens) Andriana(na)hary ou Andriamanitra (rajout du préfixe Andriana apporté par les hova néo-austronésiens).
Le sacré ou masina tenait une place centrale dans tous les aspects de la vie sociale. Les hommages au souverain, assimilé à tort à une divinité, étaient qualifiés de fanasinana, « sacralisation » plutôt que de « sanctification ».
Les vazimba-merina d'antan croyaient que l'esprit était l'essence même de l'être humain (Ny fanahy no olona). Ils pensaient aussi qu'après la mort, les esprits des défunts rejoignaient le monde des ancêtres, un monde parallèle localisé parfois sur une haute montagne. Ces esprits en rapport avec les êtres vivants (y compris parfois les animaux) étaient de plusieurs sortes, parmi lesquels les « doubles » (ambiroa, avelo), les « ombres » (tandindona) ou les « fantômes » (matoatoa).
Il y avait des prêtres spécifiques ou mpisorona aux cérémonies, mais il y avait aussi des shaman-guérisseurs (ombiasy) ou des astrologues (mpanandro) faisant office de spécialistes du sacré et des relations avec les « forces invisibles ». Ces derniers combattaient également les mpamosavy, considérés comme des sorciers maléfiques. En rapport avec le service de la royauté se développa ensuite tardivement le culte des sampy ou palladiums sacrés.
Les coutumes comprenaient et comprennent toujours la circoncision des jeunes garçons (entre 5 et 12 ans), coutume d'origine austronésienne (on la trouva chez les anciens Polynésiens) et/ou sémite et, pour les funérailles, la pratique du famadihana ou réinhumation périodique des restes mortuaires dans des caveaux mégalithiques collectifs (coutume que les merina ont en commun avec les Betsileo). Les activités sociales merina culminaient avec la célébration annuelle du Fandroana, à la fois fête du Bain sacré, de la sacralisation de la royauté, de la famille et du nouvel an.
Depuis la conversion de la reine Ranavalona II en 1868, une portion non négligeable du peuple merina est devenue chrétienne, souvent intéressée au début (rebik'omby). Nombre des anciennes croyances et pratiques traditionnelles continuent parfois à se perpétuer.

### Musique

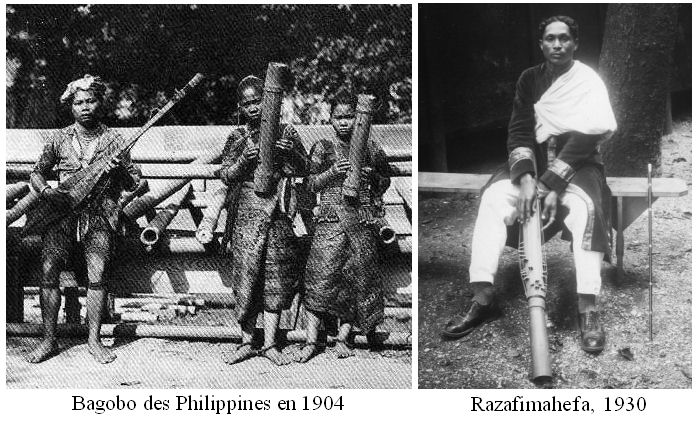
Joueurs de valiha des Philippines et de Madagascar.

Le hira gasy ou vakodrazana synthétise toutes les formes musicales capitalisées par les Merina durant des millénaires. Les instruments de musique traditionnels des Merina comprenaient le valiha, le sodina (flûte, cf malais suling), le lokanga (sorte de violon), la guimbarde et différents types de tambour. Ces instruments n'étaient toutefois pas utilisés par les Merina spécifiquement, mais aussi par d'autres ethnies de l'île. Les Merina appréciaient beaucoup les poèmes qu'ils arrangeaient sous forme de hain-teny, un genre littéraire que l'on retrouve également chez tous les autres peuples malayo-polynésiens. Avec l'arrivée des européens, les Merina ont adopté le piano et à cet effet, ils ont créé un style musical unique: le ba gasy. C'est un style de musique chanté et accompagné exclusivement de piano.

### Habillement
Du temps des Vazimba-Hova, l'habillement était — comme pour tous les proto-austronésiens — végétal à base de chanvre (rongony). À l'époque féodale merina, du fait des nouveaux apports néo-austronésiens indonésiques, le peuple adopta la soie sauvage (landy be).
Les costumes traditionnels : le sikina (sarong), le lamba et le salaka, se retrouvent un peu partout dans le monde nusantarien. A Madagascar, seuls quelques documents anciens rappellent ce que portaient les ancêtres des Merina. Les photos étant rares. Le salaka et du sikina (kitamby, sarimbona) étaient portés dans toutes les régions de l’île y compris en Imerina. En Indonésie par contre, ces vêtements sont encore portés lors des fêtes traditionnelles.
Raintovo, dans son livre « Antananarivo fahizay » parle de ces Tananariviens qui se perçaient les oreilles (haban-tsofina) pour devenir les « Ambaniandro aux longues oreilles » (Merina Lava Sofina) et des jolis tatouages (Tombokavatsa ou tombokalana) que se faisaient les jeunes à l’époque. On retrouve ces deux coutumes dans toute l’archipel indonésien mais surtout à Kalimantan. De même, les jeunes Merina ont pour habitude de noircir leurs dents avec des produits végétaux (tambolo, laingo'na bongo). Les femmes Merina ornent leurs épaules et leurs poitrines de tatouages à base de mixture de charbon de bois et de sève de morelles. Généralement, les motifs de tatouages en Imerina sont des points de feston ainsi que des figures géométriques similaires à ceux des tribus Dayak à Kalimantan.

### Discographie
- Madagascar : pays Merina / Merina country, Radio-France, Paris ; Harmonia mundi, Arles, 2001 (enregistrements à Madagascar entre 1995 et 2001), 1 CD (624 04) + 1 brochure trilingue (32 p.)